# Études de genre
Les études de genre, aussi appelées études genre ou études sur le genre, forment un champ de recherche pluridisciplinaire qui étudie les rapports sociaux entre les sexes. Le genre y est considéré comme une construction sociale et est analysé dans « tous les domaines des sciences humaines et sociales : histoire, sociologie, anthropologie, psychologie et psychanalyse, économie, droit, sciences politiques, géographie… ».
De manière générale, les études de genre proposent une démarche de réflexion et répertorient ce qui définit le masculin et le féminin dans différents lieux et à différentes époques, et s’interrogent sur la manière dont les normes se reproduisent au point de sembler « naturelles ».

## Histoire
À partir du XIXe siècle, la question des personnes transgenres, sans que le mot soit ainsi formulé, trouble en Occident les conceptions sur le sexe et la sexualité : Karl Heinrich Ulrichs parle en 1860 d'« âme de femme dans un corps d’homme ». Toutefois, la question du genre se confond alors avec l'orientation sexuelle, les hommes homosexuels étant perçus comme efféminés.
Ce sont les travaux de Margaret Mead qui jouent un rôle précurseur en 1935. Elle y utilise le concept de « rôle sexué » qui distingue pour la première fois le rôle social et le sexe. Cette notion de « rôle sexué » est l'ancêtre direct de l'idée de genre. Le terme « genre » est défini en 1945 comme « l'étude socialisée du sexe » dans l'American Journal of Psychology. Il sera d'abord utilisé à la construction d'études normatives sur des sujets relatifs à la sexualité comme le montre le cas de John Money contre lequel se sont construites les études modernes sur la question du genre.
Dans les années 1950 aux États-Unis, le psychologue et sexologue controversé John Money formule pour la première fois une définition des rôles de genre (« gender roles ») dans des études qui portent sur l'hermaphroditisme. Selon sa conception, qui ne sera pas reprise par la suite, la notion de genre permet de nommer l'écart entre rôle social sexué et l'assignation biologique des sexes quand celle-ci est ambigüe. Dans le cas des jumeaux Reimer, David Reimer, dont le pénis a été carbonisé par une circoncision ratée, Money préconise une « réattribution sexuelle », persuadé qu'après l’ablation des testicules et un traitement hormonal, en étant élevé comme une fille, David deviendra une femme. À l'adolescence, Brenda-David refuse la vaginoplastie et se fait de nouveau opérer pour redevenir un garçon. David finit par se suicider en 2004, deux ans après son jumeau.
En 1964, Robert Stoller, psychiatre et psychanalyste, formule la notion d'identité de genre (« gender identity »). Il s'agit alors de différencier le genre de l'orientation sexuelle, les personnes transgenres des homosexuels.

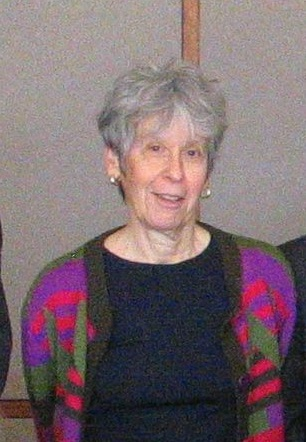
Joan W. Scott, une des pionnières de l'histoire du genre.

À partir des années 1970, les féministes reprennent le concept de genre dans une perspective critique. Mais si le mot est maintenu, les féministes s'éloignent radicalement des conceptions de John Money qui percevait le genre dans une logique normative.
Ainsi, le genre rencontre l'entreprise de dénaturalisation du sexe formulée notamment par Simone de Beauvoir (« On ne naît pas femme, on le devient ») qui, en 1949, expliquait comment la civilisation et l'éducation agissent sur les enfants pour les orienter dans un rôle masculin ou féminin alors même que filles et garçons ne sont pas initialement distinguables. En 1972, la sociologue Ann Oakley reprend la notion de genre et s'appuie sur la distinction posée par Claude Lévi-Strauss entre nature et culture pour poser que « le genre n’a pas d’origine biologique, […] les connexions entre sexe et genre n’ont rien de vraiment “naturel” ». L'anthropologue Sherry Ortner en 1975 s'interroge sur l'universalité de la domination masculine en explicitant la relégation des femmes à un rôle supposé naturel de reproduction. Ces conceptions divergent alors totalement des travaux médicaux de Money et Stoller en introduisant la notion de rapport de pouvoir dans celle de genre.
Ces travaux d'inspiration féministe remettent également en cause la vision androcentrée du savoir académique. Les universitaires américains se nourrissent alors, à partir des années 1980 en particulier, de ce qu'on appelle alors aux États-Unis la « French Theory », c'est-à-dire notamment les travaux de Jacques Derrida, Michel Foucault, Jacques Lacan, Roland Barthes. Ainsi l'historienne Joan W. Scott qui travaillait depuis les années 1970 sur l'histoire des femmes en considérant dans une perspective marxiste le matérialisme et la lutte des classes, questionne en 1988 dans Gender and the Politics of History l'approche masculiniste de l'histoire et reproche notamment à certains auteurs de considérer la culture de classe comme universelle sans prendre en compte son côté masculin. Pour elle, il ne s'agit plus en effet de simplement décrire l'histoire des femmes mais de mettre en lumière les rapports de genre jusque-là cachés qui définissent l'organisation des sociétés.

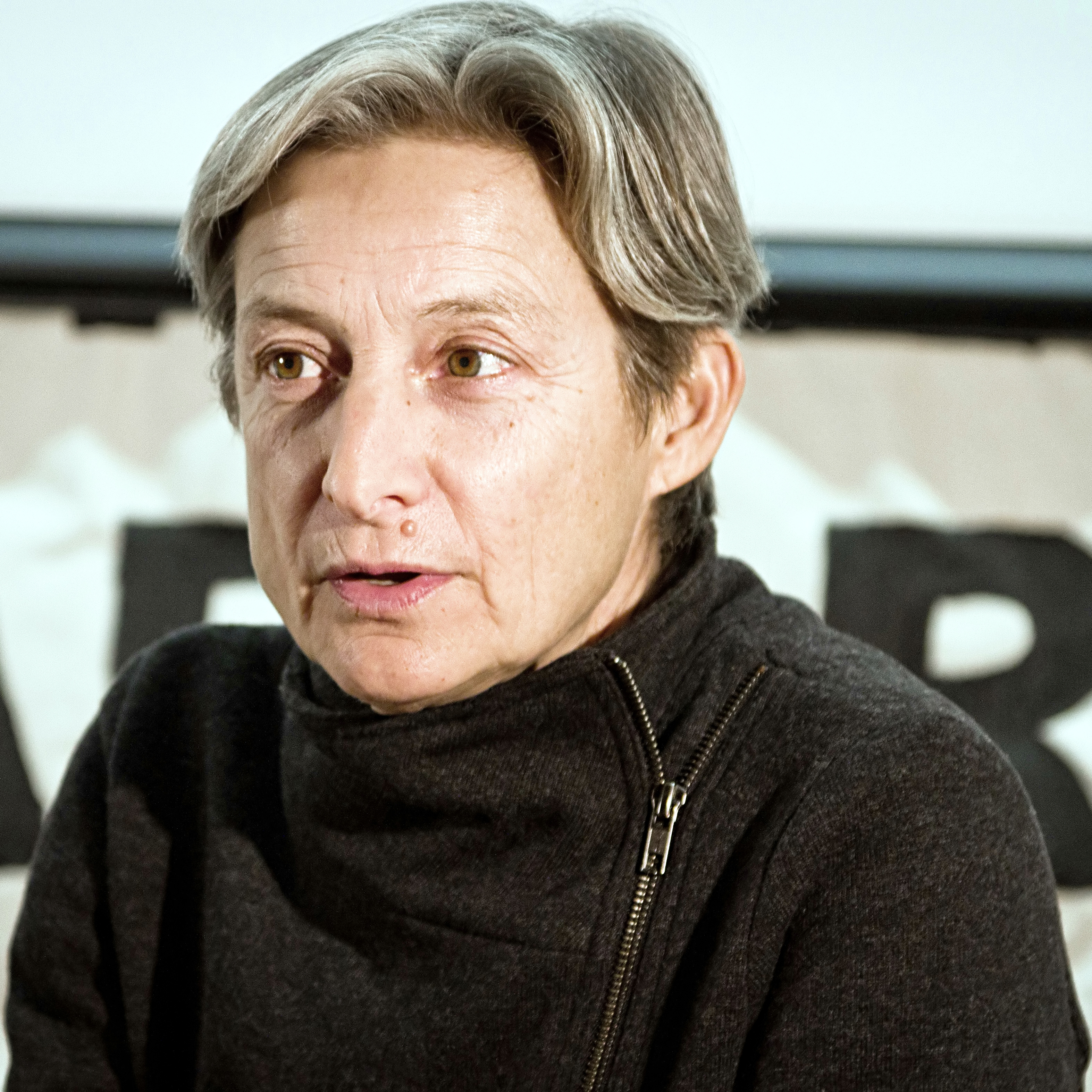
Judith Butler a proposé des analyses du caractère performatif du genre.

À cette époque, les études de genre reçoivent une forte institutionnalisation dans les universités américaines, par la création de revues et de cursus spécialisés. Ce n'est pas le cas en France malgré les apports théoriques des intellectuels ou chercheurs français, à l'exception notable de l'ATP Recherches sur les femmes et recherches féministes,, accompagné dans le secteur de l'édition grand public de la publication de L'histoire des femmes en Occident sous la direction de Michelle Perrot et Georges Duby. Le mot « genre » introduit en France par l'historienne Joan W. Scott en 1988 fait débat, et les chercheuses utilisent une terminologie très variée pour désigner le contenu de leurs études, parlant d'études sur les femmes, féminines, féministes ou encore de rapports sociaux de sexe, de discriminations, etc, même si globalement le terme de genre finit par devenir dominant dans les années 2010.
À partir des années 1990, Judith Butler développe la notion de performativité dans les analyses de genre : les actes et les discours des individus non seulement décrivent ce qu'est le genre mais ont en outre la capacité de produire ce qu'ils décrivent. Elle décrit alors le genre comme « une série d’actes répétés […] qui se figent avec le temps de telle sorte qu’ils finissent par produire l’apparence de la substance, un genre naturel de l’être ». Pour Butler, c'est le genre qui construit le sexe : s'il existe des différences biologiques, elles ne sont pas en elles-mêmes significatives. C'est le genre, et donc la construction sociale, qui assigne un sens aux différences sexuelles.
Pour Butler, mais également Scott ou des chercheuses françaises comme Christine Delphy ou Nacira Guénif-Souilamas, le genre en tant que rapport de pouvoir s'inscrit dans d'autres rapports de pouvoir impérialiste[pas clair], basés sur la race ou l'orientation sexuelle, le genre faisant partie d'une norme sociale générant de l'exclusion.
Par ailleurs, dans les années 2010, la notion de genre a été banalisée, et les études de genre ont pris un tournant moins critique : si elles trouvent leurs origines dans des approches féministes, aujourd'hui beaucoup d'universitaires appréhendent les études de genre sans avoir d’appétence particulière pour le féminisme. Pour Bruno Perreau, la théorie queer serait ainsi devenue le symbole des dérives des études de genre aux yeux de ses adversaires.

## Description
Les études de genre, appelées aussi « études genre » ou « études sur le genre », forment un champ de recherche développé à partir des années 1970 qui étudie les rapports sociaux entre les sexes. Le mot « études » est toujours au pluriel pour préciser la pluridisciplinarité de ces recherches.
L'expression théorie du genre est utilisée essentiellement par les adversaires du concept des études de genre, qui parlent aussi de « théorie du gender » ou encore « théorie du genre sexuel » ; elle aurait pour but de faire croire à une idéologie ou à une stratégie politique. En effet, les études sur le genre sont uniquement reliées par un objet de recherche commun, porté par ses propres revues savantes, associations, diplômes, manuels de références, etc.. Bruno Perreau tempère toutefois cette vision : si les études de genre sont uniquement définies par un objet commun, elles risquent alors de réifier cet objet plutôt que de le mettre en question, ce que notait déjà Joan W. Scott en 2010. Bruno Perreau rappelle également l'importance de la théorisation du genre dans la constitution de ce champ d'études. Ce geste théorique risque d'être menacé si la réponse aux théories du complot contre le genre est uniquement défensive.

## Le genre dans différentes disciplines

### Anthropologie
On appelle « anthropologie du genre » la phase la plus récente de l'anthropologie féministe. Elle s'inscrit dans le sillage des travaux de Gayle Rubin, et fait suite à une phase appelée « anthropologie des femmes » qui s'était développée pendant les années 1970.
L'anthropologue Françoise Héritier appelle « la valence différentielle des sexes » le fait que « partout, de tout temps et en tout lieu, le masculin est considéré comme supérieur au féminin ». Le genre s'inscrit ainsi dans une hiérarchie : elle constate que, bien que les caractéristiques associées au féminin et au masculin diffèrent d'une culture à l'autre, « le positif est toujours du côté du masculin, et le négatif du côté du féminin ».
Ce faisant, Héritier constate un manque dans la théorie de l'alliance formulée par Claude Lévi-Strauss : « Pourquoi les hommes se sentaient-ils le droit d'utiliser les femmes comme monnaies d'échange ? »
La non-prise en considération des rapports sociaux dans lesquels les femmes sont impliquées est qualifiée d'androcentrisme par Nicole-Claude Mathieu.

### Linguistique et sciences du langage
L'idée issue des premiers travaux sur le genre et le langage des sociolinguistiques américaines selon laquelle les hommes et les femmes ne parlent pas la même langue est mis à mal par l'anthropologie linguistique et culturelle dans les années 1970. Ce champ d'études s'intéresse à la domination exercée par les hommes sur les femmes à travers le langage. L'étude des genres et des styles discursifs dans des sociétés non occidentales permet de souligner que les parlers masculin et féminin relèvent de stéréotype sexistes.
Robin Lakoff avec son ouvrage Language and women's place, publié en 1975 marque la naissance des études sur le genre et le langage aux États-Unis. Il appréhende les pratiques linguistiques des femmes comme effets de la domination masculine.
Dans le même temps, de nombreux travaux francophones analysent le sexisme de la langue française. Des travaux féministes approfondissent les liens entre langue, sexage, sexisme et sexualité. En 1978, Marina Yaguello étudie l'aliénation des femmes dans et par la langue, dans son essai Essai d'approche sociolinguistique de la condition féminine. Au Japon, Sachiko Ide met en lumière les différences de genre qui caractérisent la langue japonaise, notamment en matière des formes linguistiques de politesse et dans l’usage d’un langage spécifique pour les femmes.
Parlers masculins, parlers féminins, publié en 1983, par Véréna Aebischer et Claire Forel interroge les stéréotypes linguistiques et les stratégies conversationnelles et propose de dépasser la perspective différentialiste. Des travaux de sémiologie, de sémantique, de lexicologie mettent au jour les dissymétries lexicales, les désignations péjorantes des femmes, l'occultation des femmes par le masculin dit « générique ». Ces travaux font le parallèle entre la dévalorisation et l'invisibilisation du féminin dans la langue et les femmes dans la société.

### Psychologie
La psychologie évolutive, dérivant du darwinisme, considère que les différences de comportement entre femmes et hommes sont dues à la pression de l'environnement sur les gènes, ce qui expliquerait les comportements agressifs attendus plutôt chez les hommes que chez les femmes. Toutefois, cette hypothèse reste peu étayée.
Selon l'approche cognitive développementale de Lawrence Kohlberg, les enfants apprennent à connaître les stéréotypes de genre à partir de leur environnement. Lorsqu'ils acquièrent la « consistance de genre » (la connaissance que leur sexe est fixe), vers six ans, le fait de se conformer à ce qu'on attend d'eux (par exemple, jouer aux poupées pour les petites filles et au camion de pompier pour les garçons) est alors gratifiant socialement. Et à l'inverse, il devient inacceptable de ne pas se comporter en accord avec son genre. L'approche psychosociologique ajoute que les différences de comportement entre femmes et hommes sont le produit de la division sexuelle des tâches et que cette division se reproduit par les pratiques traditionnelles et culturelles : les stéréotypes de genre façonnent la perception des comportements et conduisent à leur propre réalisation.

### Psychanalyse
Selon Christine Guionnet et Erik Neveu, « l’une des principales sources d’inspiration des réflexions autour du genre est la psychanalyse » à travers l’intérêt porté à la sexualité infantile dans « la formation de l’identité de genre ».
Monica Zapata rapporte que selon Sivia Tubert « dans ses travaux sur la sexualité féminine, Freud devance son temps en soutenant aussi bien le caractère construit – et non pas naturel ni simplement conventionnel – de la féminité et de la masculinité, que le caractère incertain et indécidable de leur signification » et que la psychanalyse refuse « le principe d’une identité sexuelle biologiquement déterminée ».
D'après Plon et Roudinesco, pour Sigmund Freud, la sexualité se manifeste dès l'enfance dans le complexe d'Œdipe par le désir inconscient d'entretenir un rapport sexuel avec le parent du sexe opposé et celui d'éliminer le parent rival du même sexe, mais la différence des sexes n'existe pas dans l'inconscient et aucune personne n’est spécifiquement masculine ou féminine à ce titre, la sexualité étant tout autant liée à une représentation sociale, mentale ou subjective qu'à une différence anatomique.
Roudinesco et Plon rapportent également que pour Melanie Klein, il n'y a pas d'étape œdipienne, seul le rapport à la mère compte et que pour Jacques Lacan, tout est affaire d'identification, celle à la mère étant primordiale mais le complexe d’Œdipe devient selon lui une fonction symbolique : le père, représentant de la loi, empêche la fusion de l'enfant avec la mère.
Selon Christine Guionnet et Erik Neveu, une perspective anglo-américaine, avec en particulier Nancy Chodorow et Carol Gilligan, montre « combien le genre est déterminé par les relations au père et à la mère et par l'expérience domestique ». Ainsi selon Nancy Chodorow, « l'importance essentielle du complexe d'Œdipe n'est pas d'abord dans le développement d’identités de genres adéquates ou de la sexualité génitale socialement requise, mais dans la constitution de formes différentes de potentiel relationnel chez des êtres de genres différents ».
Si Judith Butler s'« inquiète de ces perspectives psychanalytiques selon lesquelles la différence sexuelle est « indéniable » et qui pathologisent tout effort pour suggérer qu’elle n’est pas si primordiale ou dénuée d’ambiguïté… », Monica Zapata rapporte que selon la psychanalyste Monique David-Ménard : « la théorie psychanalytique a depuis les débuts de sa réflexion, intéressé Judith Butler, qui n’a jamais cessé de produire une lecture intelligente et personnelle des textes de Freud et Lacan, en particulier ».
Joan Wallach Scott remarque qu'« il y a certes des psychanalystes homophobes qui exercent, tant en France qu’aux États-Unis, mais il n’y a rien qui soit de manière inhérente réactionnaire chez Freud, ou d’ailleurs chez Lacan ».
Selon le psychologue social Armand Chatard, la représentation freudienne du complexe d’Œdipe n'est selon certains chercheurs[Qui ?] peu ou pas étayée par des données empiriques

### Biologie
En 2013, une étude de Ragini Verma, qui a étudié les cerveaux de 521 filles et 428 garçons, affirme que les connexions neuronales diffèrent d'un sexe à l'autre : le cerveau des filles est connecté de manière à favoriser les compétences sociales et la mémoire, celui des garçons la perception et la coordination des actions,. En 2014, une étude de Hänggi et al. dément totalement cette conclusion. Les auteurs étudient 138 cerveaux de tailles différentes, et concluent que les différences de connexions sont liées à la taille du cerveau et indépendantes du genre : à taille de cerveau égale, les différences entre genres sont inexistantes,.
La neurobiologiste Catherine Vidal montre en se basant sur des techniques d'imageries cérébrales comme l'Imagerie par résonance magnétique que seules 10 % de ces connexions nerveuses entre neurones sont réalisées à la naissance et que les 90 % se construisent « progressivement au gré des influences de la famille, de l'éducation, de la culture, de la société ». Ainsi, selon ses travaux, « À la naissance, le bébé humain ne connaît pas son sexe » et si les femmes et des hommes adoptent des comportements de genre stéréotypés, « la raison tient d'abord à une empreinte culturelle rendue possible grâce aux propriétés de plasticité du cerveau humain »,. Catherine Vidal réfute ainsi l'idée d'un « déterminisme biologique » et estime que du fait de la plasticité neuronale, la différence entre les cerveaux des deux sexes est négligeable comparée aux différences individuelles. A contrario, les chercheurs Franck Ramus et Nicolas Gauvrit considèrent que la synthèse que fait Catherine Vidal des recherches scientifiques portant sur le cerveau et sur les différences entre les sexes « est extrêmement biaisée, incomplète, et que les arguments qu’elle utilise ne viennent pas à l’appui de ses conclusions ». Selon eux, si la plasticité cérébrale montre que « la culture et l’éducation ont un impact parfois flagrant
sur le cortex, elle ne montre en aucun cas que cet impact explique toutes les différences entre les individus ».
Selon les travaux de Lise Eliott, bien que les « garçons et filles [soient] influencés dans l'utérus par différents gènes et différentes hormones qui leur sont propres », il n'y a pas de différences entre cerveaux de femmes et d'hommes (la seule étude démontrant une différence entre cerveau droit et cerveau gauche des femmes et des hommes ayant été contredite par une cinquantaine d'autres) : les différences comportementales entre garçons et filles s'expliquent par l'éducation parentale à la reconnaissance de soi comme appartenant à l'un ou l'autre des sexes.
Des recherches ultérieures arrivent à des conclusions différentes. Selon la neuroscientifique Sandra Witelson, les scanners IRM montrent qu'« il y a des centaines de différences anatomiques et chimiques entre les cerveaux masculins et féminins » ; elle ajoute que, dès la cinquième semaine de gestation, la testostérone change à jamais les embryons mâles ainsi que leur cerveau. Selon Apostolos Georgopoulos, qui pointe des différences dans la façon dont ils traitent l'information, « les cerveaux des femmes sont indéniablement différents de ceux des hommes ».
En 2017, la plus grande étude sur le sujet, réalisée sur 2 750 femmes et 2 466 hommes, montre que si les cerveaux masculins et féminins sont en majeure partie similaires, il existe néanmoins des différences physiques importantes. Le cortex des cerveaux féminins est ainsi plus épais, tandis que le volume cérébral des cerveaux masculins est plus important. L’étude ne permet cependant pas de conclure quoi que ce soit quant à l’impact de cette différence sur l’intelligence ou le comportement.

## Critiques du champ

### Débats sur l'existence d'un biais
Certains universitaires voient dans les études de genre une recherche biaisée.
L'anthropologue Frank Salter, sans remettre en cause l'ensemble des études de genre, les accuse de faire preuve d'un biais contre la biologie (« anti-biological bias ») et considère que « la biologie détermine si une personne a des organes reproducteurs mâles ou femelles, ce qui correspond habituellement à sa sexualité, la structure de son cerveau et à ses préférences. Aucun changement de coutumes, de lois, de croyances, d'endoctrinement ou de pratiques n'a ces effets ».
Pour la sociologue Helen Lindberg, les quatre théories sociales féministes qu'elle a étudiées ne sont pas idéologiquement neutres et peuvent donner une vision biaisée de la société. Elle critique également ces théories comme manquant de cohérence, ne permettant pas de peser sur l'évolution de la société et s'accordant mal avec « les preuves empiriques ».
Le biologiste évolutionniste Ulrich Kutschera (de) de l'université de Cassel, considère pour sa part les études de genre comme « une pseudoscience universitaire » qu’il compare au créationnisme.

### Critique de l'utilisation du terme
Selon Judith Butler, le terme d'« études de genre » a perdu son caractère critique :

« Dans la trajectoire qu’elle décrit, le pouvoir critique d’un terme a été domestiqué : il s’est perdu, dès lors que les études de genre devenaient pour beaucoup simplement le moyen de s’appuyer sur des conceptions fondées sur l’évidence du genre pour décrire et analyser son fonctionnement social. C’est ainsi qu’on entend parler aujourd’hui d’un « facteur de genre » dans les élections : nombre d’universitaires s’engouffrent dans les études de genre sans avoir pour le féminisme un intérêt particulier. Je crois qu’il est important de souligner que le travail du genre s’est déployé dans un cadre féministe mais que, maintenant, souvent, on rencontre des définitions des études de genre qui s’écartent clairement non seulement du féminisme, mais plus généralement des approches politisées. »

### Canular dans des revues à comité de lecture
En octobre 2018, un billet d'opinion publié dans le Wall Street Journal révèle l'existence de plusieurs canulars publiés dans des revues d'études de genre à comité de lecture tel que Gender, Place & Culture (en), Sexuality & Culture (en) ou encore Sex Roles. Ces canulars seront nommés canular Sokal au carré en référence à l'affaire Sokal.
Les auteurs du canular sont le mathématicien James A. Lindsay, l'autrice Helen Pluckrose et le philosophe Peter Boghossian, professeur à l'université d'État de Portland. Les articles qui font l'objet du canular contiennent des propositions absurdes comme celle selon laquelle : « les parcs canins sont des lieux propices à la culture du viol chez les chiens » ou « il faut encourager les hommes à utiliser des sex-toys anaux afin de lutter contre l'homophobie et la transphobie ».
Selon les auteurs des canulars, la publication d'articles volontairement insensés dans des revues à comités de lecture jette le doute sur la crédibilité scientifique des études de genre. À la suite de ces canulars, d'autres scientifiques tels que le biologiste britannique Richard Dawkins, le philosophe Daniel Dennett, le politologue Yascha Mounk ou encore le linguiste Steven Pinker, ont mis en doute l'intégrité académique des universitaires membres des comités de lectures de revues d'études de genre.

## Personnalités associées aux études de genre
- Mary Wollstonecraft (1759-1797)
- Juana Whitney (1857-1945)
- Benita Asas (1873-1968)
- Charlotte Perkins Gilman (1860-1935)
- Otto Weininger (1880-1903)
- Karen Horney (1885-1952)
- Alfred Kinsey (1894-1956)
- Simone de Beauvoir (1908-1986)
- John Money (1921-2006)
- Robert Stoller (1924-1991)
- Michel Foucault (1926-1984)
- Elena Gianini Belotti (1929-2022)
- Luce Irigaray (1930)
- Françoise Héritier (1933-2017)
- Audre Lorde (1934-1992)
- Monique Wittig (1935-2003)
- Evelyn Fox Keller (1936-2023)
- Teresa de Lauretis (1938)
- Julia Kristeva (1941)
- Joan Wallach Scott (1941)
- Nadine Lefaucheur (1941)
- Sherry Ortner (1941)
- Christine Delphy (1941)
- Gayatri Chakravorty Spivak (1942)
- Warren Farrell (1943)
- Donna Haraway (1944)
- Ann Oakley (1944)
- Eulàlia Grau (1946)
- Kate Bornstein (1948)
- Bracha Ettinger (1948)
- Griselda Pollock (1949)
- Gayle Rubin (1949)
- Eve Kosofsky Sedgwick (1950-2009)
- bell hooks (1952-2021)
- Fatima Sadiqi (1953)
- Judith Butler (1956)
- Sarojini Sahoo (1956)
- Nacira Guénif-Souilamas (1959)
- Ana Silvia Monzón (1960)
- Eulàlia Valldosera (1963)
- Karine Espineira (1967)
- Paul B. Preciado (1970)
- Bruno Perreau (1976)

### En langue française
(Dans l'ordre alphabétique des noms d'auteurs)
- Sylviane Agacinski, Femmes entre sexe et genre, Seuil, 2012.
- Arnaud Alessandrin et Brigitte Esteve-Bellebeau, Genre : l'essentiel pour comprendre, Des ailes sur un tracteur, 2014.
- Marc Guillaume et Marie Perini La question du genre, sexe, pouvoir, puissance, Éditions Michel de Maule, 2011
- Nicole Albert, dossier « Mythes et genre », Diogène, no 208, PUF, 2004
  - Nouvelles perspectives dans les gender studies, Diogène, no 225, PUF, 2009
  - Homos. Repenser l'identité, Paris, Odile Jacob, 1998
- Laure Bereni, Sébastien Chauvin, Alexandre Jaunait et Anne Revillard, Introduction aux gender studies : Manuel des études sur le genre, Bruxelles-Paris, De Boeck, coll. « Ouvertures politiques », 2008, 248 p. (ISBN 978-2-8041-5341-0).
- Laure Bereni et Mathieu Trachman, Le genre, théories et controverses, Paris, Presses universitaires de France, coll. « La Vie des Idées », 2014, 100 p. (ISBN 978-2-13-062965-8)
- Sam Bourcier, Queer zones, Balland, Paris, 2001
  - Sexpolitiques. Queer Zones 2, La fabrique, Paris, 2005
- Rosi Braidotti, Vers une subjectivité viable, in M.G. Pinsart (éd.), Genre et bioéthique, Annales de l'Institut de philosophie de l'Université de Bruxelles, 2003
- Judith Butler, La vie psychique du pouvoir, éd. Léo Scheer, Paris, 2002
  - Antigone : la parenté entre vie et mort, EPEL, Paris, 2003
  - Le Pouvoir des mots. Politique du performatif, Éditions Amsterdam, Paris, 2004
  - Humain, Inhumain. Le Travail critique des normes. Entretiens, Éditions Amsterdam, Paris, 2005
  - * Judith Butler, Trouble dans le genre. Pour un féminisme de la subversion, La Découverte, Paris, 2005
  - Défaire le genre, Éditions Amsterdam, Paris, 2006
  - Bodies that Matter, Leo Scheer, Paris, 2006
- Pat Califia, Le mouvement transgenre. Changer de sexe, EPEL, Paris, 2003
- George Chauncey, Gay New York. 1890-1940, Paris, Fayard, 2003
- Conseil pontifical pour la Famille, Gender - La controverse, Téqui, Paris, 2011
- Isabelle Clair, « Pourquoi penser la sexualité pour penser le genre en sociologie ? Retour sur quarante ans de réticences », Cahiers du genre, 2013, n° 54, pp. 93-120.
- Isabelle Clair, Sociologie du genre, Armand Colin, Paris, 2012, 2023 (édition révisée)
- François Cusset; French Theory, La découverte, Paris, 2003
- Christine Delphy, L’Ennemi principal 2, Penser le genre, Paris, Syllepse, 2001
- Elsa Dorlin, Sexe, Genre et Sexualités, Paris, PUF Philosophies, 2008
- Bracha L. Ettinger, Regard et éspace-de-bord matrixiels, Bruxelles, La lettre volée, 1999
- Éric Fassin, Les Études de genre, coll. « Que sais-je ? », 2025, 128 p. (présentation en ligne)
- Georges-Claude Guilbert, C'est pour un garçon ou pour une fille? : la dictature du genre, Paris, Autrement, coll. « frontières », 2004, 116 p. (ISBN 978-2-7467-0506-7, OCLC 300264045)
- Françoise Héritier Masculin, Féminin. La pensée de la différence. Paris, Odile Jacob, 1996[64],[65].
- Marie-Claude Hurtig, Michèle Kail et Hélène Rouch (dir.), Sexe et genre, de la hiérarchie entre les sexes, Paris, CNRS, 1991 ; réédition 2002.
- Thomas Laqueur, La Fabrique du sexe. Essai sur le genre en Occident, Paris, Gallimard, 1992
- Laurie Laufer, « La psychanalyse est-elle un féminisme manqué ? », Nouvelle Revue de psychosociologie, 2014/1 (n° 17), p. 17-29. DOI : 10.3917/nrp.017.0017. [lire en ligne]
- Virginie Martin, Pour une approche critique de la diversité au regard du genre, Revue Française de Gestion, 2010
- Nicole-Claude Mathieu, L’Anatomie politique. Catégorisations et idéologies du sexe, Paris, Côté-femmes, 1991
- Marie-Pierre Moreau, Les enseignants et le genre, Paris, PUF, 2011
- Laure Murat, La Loi du genre, une histoire culturelle du 'troisième sexe', Paris, Fayard, 2006.
- Lorena Parini, Le système de genre. Introduction aux concepts et théories, Zürich, Ed. Seismo, 2006
- Roland Pfefferkorn, Inégalités et rapports sociaux. Rapports de classes, rapports de sexes, Paris, La Dispute, 2007
- Juliette Rennes (dir.), Encyclopédie critique du genre, Paris, La Découverte, 2016  (ISBN 9782707190482)
- Elisabeth Roudinesco et Michel Plon, Dictionnaire de la psychanalyse, Paris, Fayard, coll. « La Pochotèque », 2011 (1re éd. 1997), 1789 p. (ISBN 978-2-253-08854-7)
- Joan W. Scott, La citoyenne paradoxale, Albin Michel, 1998
  - Parité ! L'universel et la différence des sexes, Albin Michel, 2005
- Robert Stoller, Faits et hypothèses : un examen du concept freudien de bisexualité in collectif : Bisexualité et différence des sexes, Gallimard - Folio, No 359, 2000  (ISBN 2070411869)
- Louis-Georges Tin, (dir.) Homosexualités : expression/répression, Stock, 2000
  - (dir.) Dictionnaire de l'homophobie, PUF, 2003
  - L'invention de la culture hétérosexuelle, Autrement, 2008
- Françoise Vergès Un féminisme décolonial, La Fabrique éditions, 208 p., février 2019  (ISBN 978-2358721745)
  - Une théorie féministe de la violence — Pour une politique antiraciste de la protection, La Fabrique éditions, novembre 2020
- Monique Wittig, Les Guérillères, Éditions de Minuit, Paris, 1969
  - Le Corps lesbien, Éditions de Minuit, Paris, 1973
  - La Pensée straight, Balland, 2001

### En langue anglaise
- Penny Florence & Nicola Foster (eds.), Differential Aesthetics, London, Ashgate, 2000
- Margaret Grebowicz, Gender After Lyotard, NY: Suny Press, 2007
- Teresa de Lauretis, Technologies of Gender, Indiana University Press, 1984
- Donna Haraway, Primate Visions, Routledge, 1989
  - Simians, Cyborgs, and Women : The Reinvention of Nature, Routledge, 1991
  - Modest_Witness @ Second_Millenium, Routledge, 1995
- Phyllis Burke, Gender Shock : Exploding the Myths of Male and Female, New York, Doubleday, 1996
- Rosi Braidotti, Patterns of Dissonance, Polity Press, 1991
  - Nomadic subjects, Columbia University Press, 1994
  - Metamorphoses, Polity Press, 2002
  - Transposition: On Nomadic Ethics, Polity Press, 2006
  - « Affirming the Affirmative: On Nomadic Affectivity », Rhizomes no 11/12, 2006
- (en) Scott Eric Gunther, The Elastic Closet : A History of Homosexuality in France, 1942-present, New York, Palgrave Macmillan, 2009, 166 p. (ISBN 978-0-230-59510-1, lire en ligne)
  - Alors, are we 'queer' yet?, The Gay & Lesbian Review, Volume XII, no 3, mai-juin, 2005, pages 23–25.* Stevi Jackson et Sue Scott (dir.), Gender: A Sociological Reader, Londres, Routledge, 2001
- Bracha L. Ettinger, The Matrixial Borderspace. University of Minnesota Press, 2006
- Jean-François Lyotard, Scriptures: Diffracted Traces and Anamnesis: Of the Visible. Theory, Culture and Society, Vol. 21(1), 2004
- Diana Tietjens Meyers, Gender in the Mirror. Oxford University Press, 2002
- Miller, Nancy K. The Poetics of Gender sur Google Livres, Columbia University Press, 1986, 303 p.
- Griselda Pollock, Differencing the Canon. Routledge, London & N.Y., 1999
  - Encounters in the Virtual Feminist Museum: Time, Space and the Archive. Routledge, 2007
- Elisabeth Povinelli, The Empire of Love : Toward a Theory of Intimacy, Genealogy, and Carnality, Duck University Press, 2006
- Todd W. Reeser, Masculinities in Theory, Wiley-Blackwell, 2010.
- Chantal Nadeau, Beastly Politics: Queers and Nationalisms (en préparation)
- Vanda Zajko & Miriam Leonard (eds.), Laughing with Medusa, Oxford University Press, 2006
- Catherine de Zegher (ed.), Inside the Visible, MIT Press, Boston, 1996
- Ann Oakley, Sex, Gender and Society, Temple Smith, 1972, Gower, Londres, 1985
- (en) Philomena Essed, David Theo Goldberg et Audrey Kobayashi, A Companion to Gender Studies, Wiley-Blackwell, 2009 (ISBN 978-1-4051-8808-1)

### Études
- Madeleine Akrich, Danielle Chabaud-Rychter, Delphine Gardey, « Politiques de la représentation et de l’identité. Recherches en gender, cultural, queer studies »(Archive.org • Wikiwix • Archive.is • Google • Que faire ?) (consulté le 1er avril 2013) [pdf], dans « Cahiers du Genre »(Archive.org • Wikiwix • Archive.is • Google • Que faire ?) (consulté le 1er avril 2013), no 38/2005, Paris, L'Harmattan, ISSN 1298-6046.
- Sam Bourcier, Cultural studies et politiques de la discipline : talk dirty to me ! [html], site Multitudes, 2004. Voir aussi Multitudes No 12/2003 et 20/2005.
- Maxime Cervulle et Virginie Julliard, coords, « Le genre des controverses », Questions de communication, n° 33/2018.
- Patrick Cardon, La recette du Queer ou la machine à (dé)construire les identités (kaléidoscope), La Ligne d’ombre, numéro 2, mai 2007 et Post-Queer : Pour une « approche trans-genre », ou le trans-genre comme catégorie d’analyse in Diogène 2009, no 225.
- Rue Descartes no 40, mai 2003 Queer : repenser les identités (« extraits et sommaire »(Archive.org • Wikiwix • Archive.is • Google • Que faire ?) (consulté le 1er avril 2013)).
- Catherine Écarnot, L'écriture de Monique Wittig. À la couleur de Sapho, Paris, L'Harmattan, 2002.
- CREART (Collectif), Parce que les lesbiennes ne sont pas des femmes, Paris, Éd. gaies et lesbiennes, 2002.
- Jacques Guigou, Une autonomisation du sexe : le genre, Montpellier, L'impliqué 2014,  (ISBN 978-2-906623-22-4) genre

### Revues
- Travail, genre et sociétés
- Poligrafi n.66-67 (French/English) Bodily Proximity
- Genre, sexualité & société
- Genre & Histoire
- (en) Journal of Gender Studies